# Nizy-le-Comte
Nizy-le-Comte é uma comuna francesa na região administrativa de Altos da França, no departamento de Aisne. Estende-se por uma área de 31,53 km². Em 2010 a comuna tinha 248 habitantes (densidade: 7,9 hab./km²).